# クンワル・シング

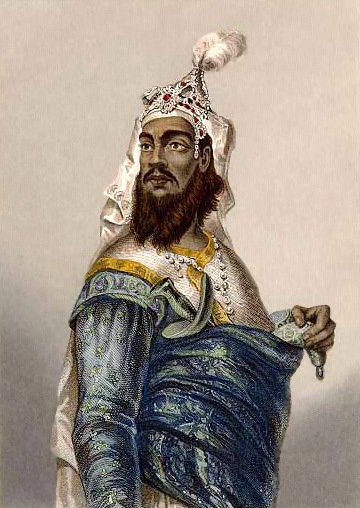
クンワル・シング

クンワル・シング （Kunwar Singh, 1777年11月 - 1858年4月26日）は、北インドのビハール地方、ジャグディーシュプルのザミーダンダール。 
80歳の時にインド大反乱に参加し、ビハール地方での反乱軍を指揮し、イギリスと果敢に戦ったものの敗れて戦死した。死後、大反乱の英雄の一人に列せられている。

## 生涯

### 若年期
1777年11月、クンワル・シングはビハールのジャグディーシュプルを支配したザミーンダールの息子として生まれた。その家系はさかのぼるとウッジャインのラージプートに属するものであった。
時期は不明ながら、クンワル・シングはガヤーの富裕なザミーンダール・ファテー・ナーラーヤン・シングの娘と結婚した。この人物の祖先はメーワール王国の英雄プラタープ・シングにさかのぼる。

### インド大反乱において

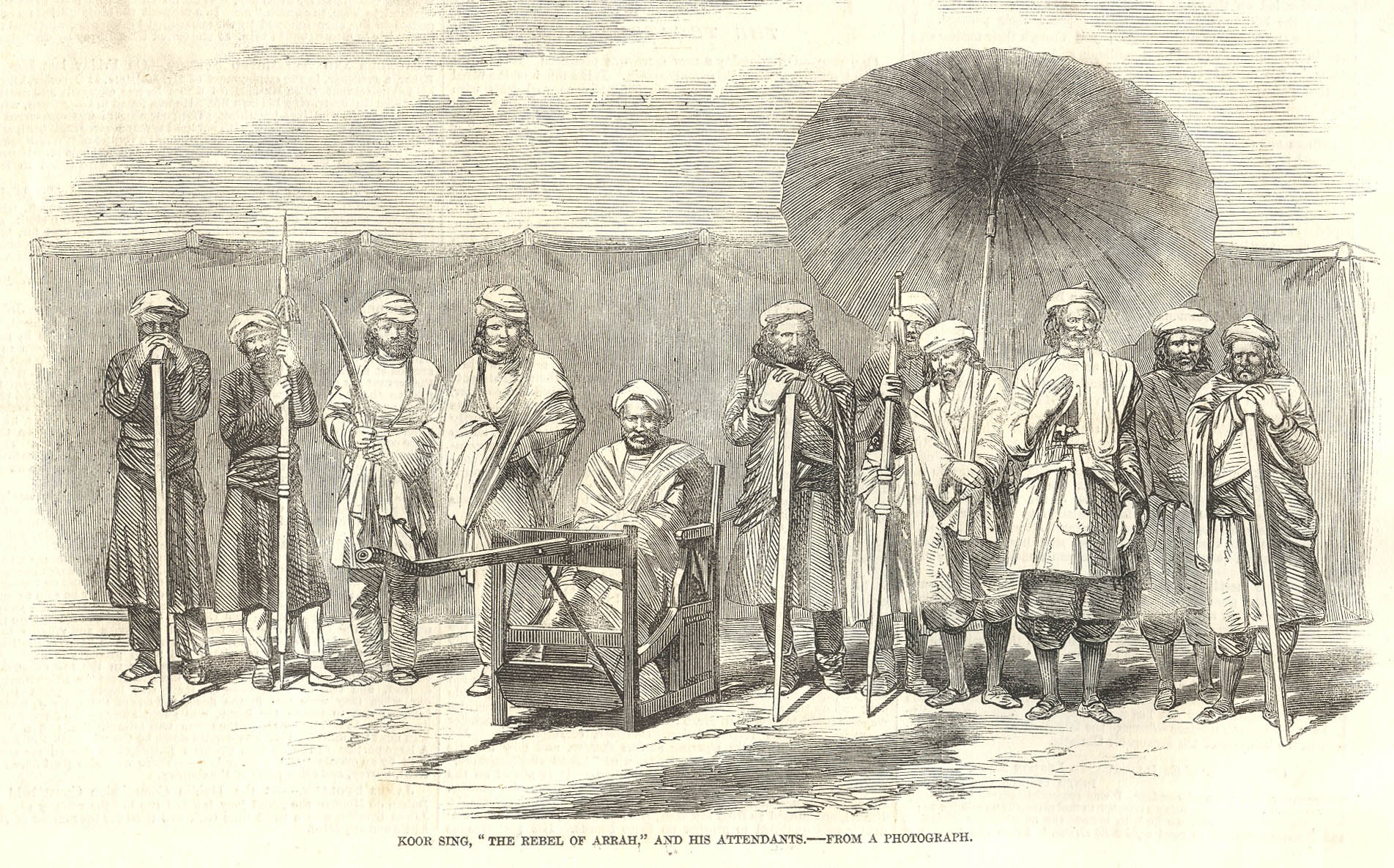
クンワール・シングと廷臣

1857年5月、インド大反乱が勃発すると、クンワル・シングは80歳の老齢にもかかわらず、イギリス打倒に立ち上がった。彼はビハール地方の反乱軍を指揮し、シヴァージーのようにゲリラ戦を展開し、イギリス軍を大いに苦しめた。
クンワル・シングはビハール各地を転戦していたが、1857年12月にはラクナウに到着し、1858年3月まで反乱軍とともに戦った。ラクナウ陥落後、同月にはアーザムガルを占領した。
だが、イギリスによってアーザムガルは奪還され、クンワル・シングは本拠地ジャグディーシュプルへと帰還した。

### 敗北と死
1858年4月23日、クンワル・シングはジャグディーシュプルに攻撃をかけたイギリス軍と戦いで重傷を負った。この結果、ジャグディーシュプルはイギリスに占拠された。
クンワル・シングはジャグディーシュプルの宮殿に避難したが、同月26日に死亡した。
だが、クンワル・シングの戦いは後世の人々に受け継がれ、のちのインド独立運動の原動力となった。インド独立後、1966年4月23日に彼の切手が発行されたばかりか、1992年にはヴィール・クンワル・シング大学設立された。